# Занџан
Занџан (перс. زنجان) је град Ирану у покрајини Занџан. Према попису из 2006. у граду је живело 349.713 становника.

## Становништво
Према попису, у граду је 2006. живело 349.713 становника.
| 1986.   | 1991.   | 1996.   | 2006.   |
| ------- | ------- | ------- | ------- |
| 215.261 | 254.100 | 286.295 | 349.713 |